# Kim Điện
Kim Điện, trước kia gọi là Thái Hòa Cung, tọa lạc trên núi Minh Phượng cách Thành phố Côn Minh 07 km về phía Đông Bắc là một quần thể cung điện trong đó nổi bật nhất là "Kim Điện" được đúc hoàn toàn bằng đồng. Đây là di tích khá quan trọng và là điểm tham quan hấp dẫn nhất thành phố Côn Minh, Trung Quốc. 
Đây là di tích mà từ cột, kèo, mái ngói, khung cửa cho đến vách, hoành phi, bàn thờ, tượng thần, lư hương đều bằng đồng. Tổng trọng lượng ước tới hơn 200 tấn. Những đường nét tinh xảo mô tả rồng, mây, ngọn lửa, thần tiên, muông thú... cho thấy trình độ nghệ thuật đúc đồng của Trung Quốc 400 năm về trước (Triều nhà Minh năm 1602). Năm Khang Hy thứ 10, Kim Điện đã trở thành chùa Đồng lớn nhất, và trở thành chùa Đồng có giá trị văn hóa được giữ gìn tốt.
Minh Chuông lầu, cao 30m, gồm 3 tầng mái cong với quả chuông đồng cao 2,1m, chu vi 6,7m, nặng 14tấn. Ngoài những đồ cổ có giá trị, Kim Điện còn có những cây cổ được trồng vào triều Minh như cây hoa trà, cây Tường Vi. Mặc dù đã 400 năm nhưng mỗi độ xuân về lại nở hàng ngàn đóa hoa rực rỡ. Tại khu Kim Điện còn có Trà Hoa Viên lớn nhất Trung Quốc được trồng và chăm sóc.
Trong tự viện, các họa tiết mô tả câu chuyện về danh tướng Ngô Tam Quế cùng câu chuyện của Trần Viên Viên được tái hiện trong các bức danh họa giúp du khách phần nào hiểu rõ hơn về Kim Điện.